# Panteleimón Ponomarenko
Panteleimón Kondrátievich Ponomarenko (en ruso: Пантелеймон Кондратьевич Пономаренко; en bielorruso: Пантэляймон Кандрацьевіч Панамарэнка, en lacinka, Pantelajmon Kandraćjevič Panamarenka) (9 de agosto [27 de julio antes del cambio al calendario gregoriano] de 1902 - 18 de enero de 1984) fue un político y militar soviético. Se desempeñó como general del Ejército Rojo antes de convertirse en administrador en la RSS de Bielorrusia y luego en la RSS de Kazajistán. Era ucraniano y nació en la óblast de Kubán del Imperio ruso (hoy Krai de Krasnodar, Rusia).
De 1938 hasta 1947, Ponomarenko era el Primer Secretario del Partido Comunista de la RSS de Bielorrusia, y de 1944 hasta 1948, también el primer ministro de dicha república. Durante Segunda Guerra Mundial, liderando las milicias partisanas comunistas durante la ocupación nazi de Bielorrusia, se enfrentó con el Estado secreto polaco y dio órdenes a sus tropas para desarmar y ejecutar a los oficiales. En este aspecto los partisanos bajo el mando de Ponomarenko, iniciaron una colaboración limitada con las fuerzas de ocupación nazi, dando información sobre miembros de la resistencia polaca.
Del 16 de octubre de 1952 hasta el 6 de marzo de 1953, Ponomarenko era miembro del Politburó del Partido Comunista de la Unión Soviética. Fue nombrado Primer Secretario del Partido Comunista del RSS de Kazajistán en 1954, antes de ser el embajador soviético en Polonia entre 1955 y 1957.
Del 26 de octubre de 1957 hasta el 22 de abril de 1959, Ponomarenko era el embajador soviético en India y Nepal, y del 30 de junio de 1959 hasta el 21 de junio de 1962 en los Países Bajos. Fue deportado de ese país por el gobierno holandés, después de un incidente con el científico Alekséi Gólub y su esposa. Ellos pedían asilo político, y Ponomarenko tuvo una pelea a golpes con los oficiales de la policía holandeses, mientras intentaba enviar a Gólub a las oficinas de gobierno soviético.
Ponomarenko también enseñó diplomacia y asistió en la creación de la Orquesta Nacional de Jazz en Minsk.[cita requerida]

## Primeros años
Ponomarenko nació en el jútor (aldea rural) de Shelkovsk, en el óblast de Kubán (actual Krasnodar) en una familia campesina de etnia ucraniana procedente de Járkov.A los doce años ingresó como aprendiz en un taller y luego se volvió a capacitar como herrero.En 1918 ingresó al Ejército Rojo -según algunas fuentes fue reclutado y según otras se unió voluntariamente- durante la Guerra Civil. Participó en la defensa de Yekaterinodar contra el Ejército Blanco.Desde 1919 trabajó en los yacimientos petrolíferos y en los transportes ferroviarios del Cáucaso Norte,y entre 1922 y 1926 trabajó en el Komsomol local de Kubán. En 1925 se unió al Partido Comunista, y ese mismo año fue aprobado como jefe de agitación y propaganda del Comité Distrital del partido en el distrito de Narepovsk, en el Óblast de Rostov.

## Carrera política
En 1927 se graduó de la Facultad de Trabajadores de Krasnodar, y ese mismo año ingresó en el Instituto de Ingenieros de Transporte de Moscú. Desde 1930 trabajó como inspector de locomotoras de vapor en la planta de reparación de locomotoras de Michúrinsk, en Tambov. Entre 1931 y 1932 continuó sus estudios, y en 1932 se graduó del Instituto Electromecánico de Ingenieros de Transporte Ferroviario de Moscú. Después de graduarse se convirtió en subdirector del Instituto de Ingenieros de Transporte de Moscú.

Entre 1932 y 1936 sirvió en el Ejército Rojo como comandante de un batallón ferroviario de Moguilev en el Distrito Militar de Bielorrusia y en el Distrito Militar de Moscú. En 1936 fue nombrado ingeniero en la Oficina de Diseño del Instituto Electrotécnico de toda la Unión, como secretario del partido en dicho instituto. En 1938 sirvió en el aparato del Secretariado del Partido Comunista de la Unión Soviética como instructor y jefe adjunto del departamento de órganos dirigentes del partido. Como recordó Alekséi Chuyánov, instructor del Comité Central:
"Mientras trabajaba como personal del Instituto Electrotécnico de Moscú, conocí a Panteleimón Kondrátievich, originario de Kubán, con quien trabajé. Lo invité al Comité Central para reunirme con él. Y no me equivoqué. Ahora es investigador del instituto y secretario del comité del partido. Recordamos las hazañas y los días de los miembros del Komsomol de Kubán; el trabajo entre la juventud cosaca. Sin liberar a Panteleimón del Comité Central, decidí “mostrárselo” a la dirección: Mijaílo Burmistenko (entonces jefe adjunto del departamento de organización y distribución del Comité Central del Partido Comunista de los Bolcheviques de toda la Unión) se interesó en él y presentó al secretario del Comité Central, Andréi Andréyev, una recomendación para aceptar a Ponomarenko en el aparato del Comité Central. La propuesta fue aceptada." 
Según el mismo Chuyánov, fue Andréyev quien le propuso a Ponomarenko el trabajo del partido en Bielorrusia.

## Dirigencia de la RSS de Bielorrusia
Entre 1938 y 1947, Ponomarenko fue Primer Secretario del Partido Comunista de la República Socialista Soviética de Bielorrusia. Ponomarenko dedicó su primer discurso, pronunciado el 8 de julio de 1938 en Gomel, a la tarea de “desarraigar a los enemigos”. También se conoce su mensaje cifrado a Stalin con una solicitud para aumentar el número de personas arrestadas en la primera categoría (ejecución) en 2,000 personas para la RSS de Bielorrusia, y en la segunda (prisión o campo) en 3,000 desde septiembre de 1939, aunque defendió con éxito a los poetas de lengua bielorrusa Yanka Kupala y Yakub Kolas de las represiones, y solicitó personalmente a Stalin brindarles protección. Posteriormente, los dos poetas recibieron la Orden de Lenin. Durante este tiempo también ayudó a la Orquesta Nacional de Jazz de Minsk, invitando a Eddie Rosner a dirigirla. También fue miembro del Consejo Militar del distrito militar especial de Bielorrusia, participando en el liderazgo de las tropas que entraron en el territorio de Bielorrusia Occidental.

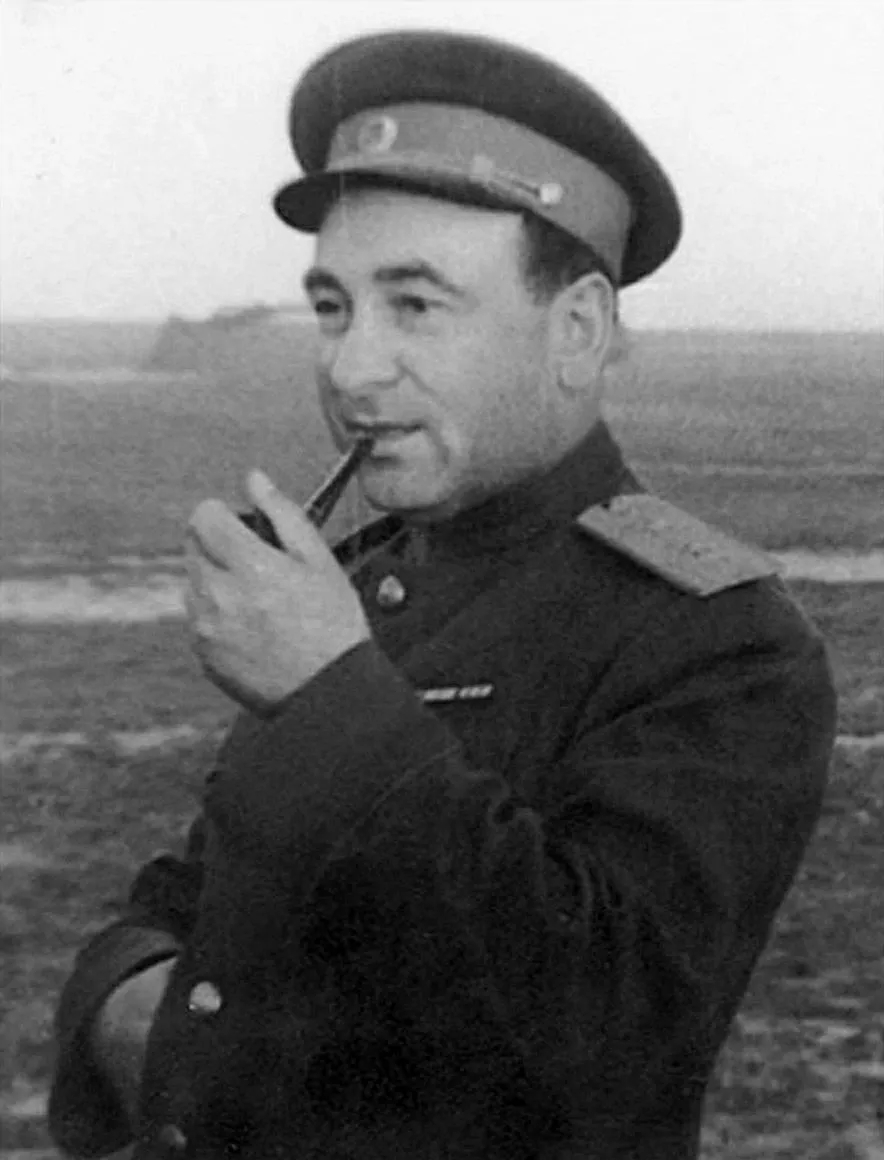
Ponomarenko durante la Segunda Guerra Mundial.

Durante la Gran Guerra Patria, se convirtió en miembro del consejo militar del Frente Oeste, del Frente Centro, del Frente de Briansk y del Frente de Kalinin. En septiembre de 1941, envió un informe a Stalin en el que mencionaba la necesidad de coordinar las actividades de las Tropas Internas y los partisanos con las del ejército. Un mes después, Stalin convocó a Ponomarenko y mantuvo una conversación de muchas horas con él, que terminó con la orden de preparar propuestas específicas para la creación de un organismo centralizado para la dirección del movimiento partisano y de dar toda la asistencia posible a los destacamentos partisanos existentes. Desde mayo de 1942 hasta marzo de 1943, Ponomarenko sirvió como Jefe de Estado Mayor del Cuartel General Central del Movimiento Partisano en el Cuartel General del Mando Supremo.En el verano de 1942, por iniciativa de Ponomarenko, se consideró la cuestión de dos ejércitos bielorrusos formados por nativos de la República Socialista Soviética de Bielorrusia, que sumarían 154,000 personas, pero después del punto de inflexión en la batalla de Stalingrado, Stalin finalmente descartó implementarla. En marzo de 1943 fue ascendido al rango de teniente general.
Bajo su mando, el Cuartel General Partisano supervisó directamente los cuarteles subordinados a los partisanos, y llevó a cabo grandes operaciones, incluida la guerra ferroviaria Según sus informaciones, las unidades partisanas bajo su control en Bielorrusia eliminaron a unos 300,000 soldados alemanes, entre ellos 30 generales, 6,336 oficiales y 1,520 pilotos de la fuerza aérea, en tan sólo dos años de combates. Al mismo tiempo, se descarrilaron 3,000 trenes, se destruyeron 3,263 puentes ferroviarios y de carretera, 1,191 tanques y vehículos blindados, 618 vehículos de mando, 4,027 camiones, 476 aviones, 378 armas pesadas, 895 municiones y otros almacenes. La idea de destruir la red ferroviaria con 90,000 partisanos en 200,000 a 300,000 tramos de vía fue desarrollada por Ponomarenko, que estaba familiarizado con los ferrocarriles. Argumentó a Stalin que esta destrucción restringiría gravemente la libertad de movimiento de las tropas alemanas.
Entre 1944 y 1948 fue además Presidente del Consejo de Comisarios del Pueblo (desde 1946 Consejo de Ministros) de la República Socialista Soviética de Bielorrusia.

## Posguerra

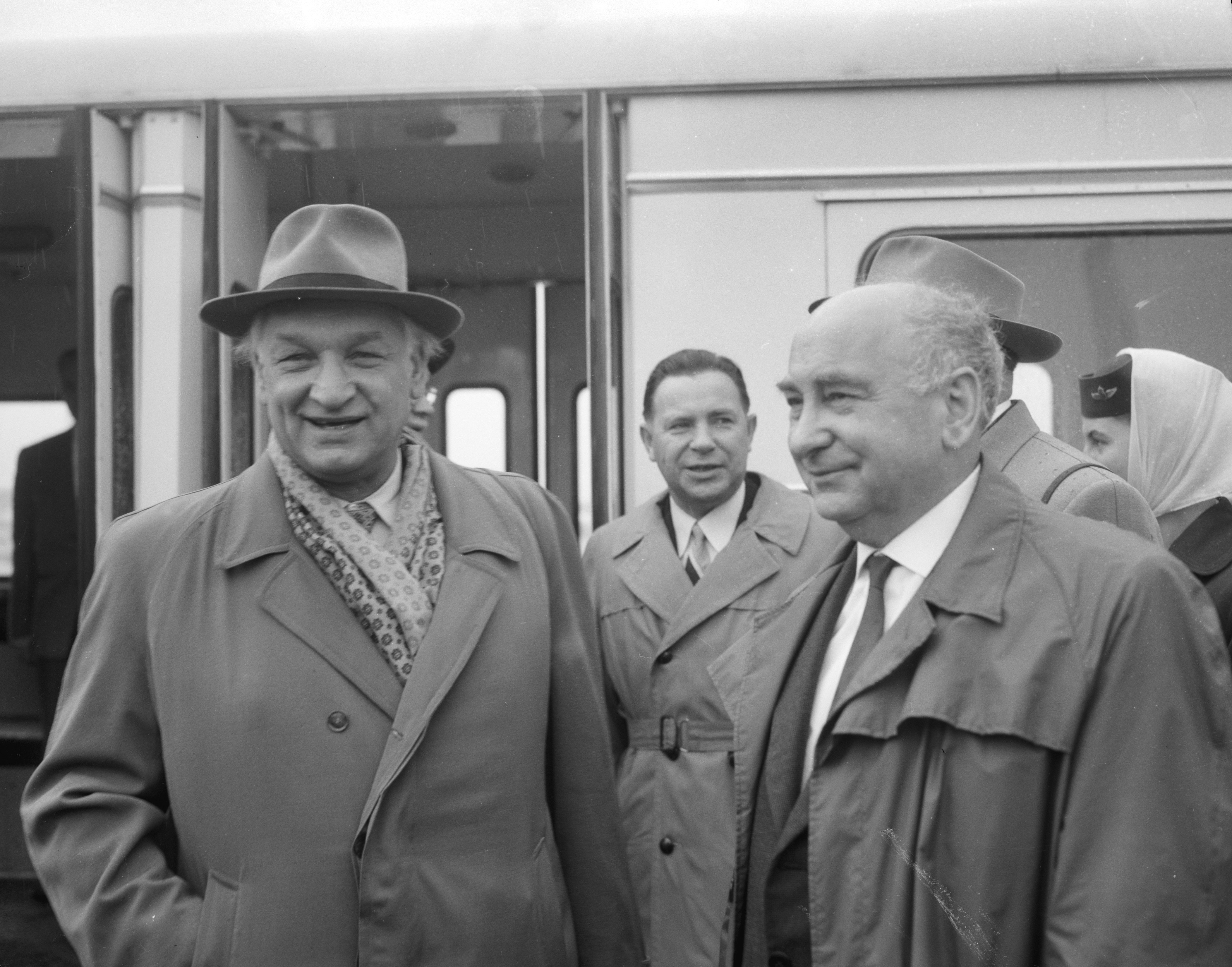
Ponomarenko y Justas Paleckis en 1961.

En 1947 dejó el cargo de Primer Secretario del Partido Comunista de la RSS de Bielorrusia, donde fue reemplazado por Nikolái Gusárov por recomendación del propio Ponomarenko.En julio de 1948 fue designado como secretario del Comité Central del PCU(b), donde supervisó cuestiones de planificación, finanzas, comercio y transporte. Junto con Mijaíl Súslov, preparó un proyecto de resolución del Comité Central del Partido Comunista de toda la Unión de los Bolcheviques sobre el “caso de Leningrado” en 1949. Entre octubre de 1950 y diciembre de 1952 Ponomarenko fue Ministro de Agricultura de la Unión Soviética, y entre octubre de 1952 a marzo de 1953 fue miembro del Politburó del Comité Central del PCUS, y desde el 12 de diciembre de 1952 al 15 de marzo de 1953, fue Vicepresidente del Consejo de Ministros de la Unión Soviética para la adquisición de productos agrícolas y materias primas agrícolas.Después de la muerte de Stalin, fue retirado temporalmente de sus cargos de Secretario del Comité Central y Vicepresidente del Consejo de Ministros de la URSS, aunque fue nombrado Ministro de Cultura, donde, según el escritor Viacheslav Ogrizko,  Ponomarenko “propuso pasar al campo de la ideología desde el estrangulamiento de las libertades”.Fue nombrado Primer Secretario del Partido Comunista de la República Socialista Soviética de Kazajistán en 1954, cargo en el que estuvo un año antes de convertirse en embajador soviético en Polonia entre 1955 y 1957. Durante su periodo como embajador en Polonia, las autoridades polacas le concedieron las llaves del Palacio de la Cultura y la Ciencia de Varsovia.
Ponomarenko era considerado aliado de Malenkov, ya que estaba casado con la hermana de su esposa, Golubtsova, y por lo tanto fue destituido de su cargo tras su destitución en 1955 y enviado al Ministerio de Asuntos Exteriores para realizar labores diplomáticas. Del 26 de octubre de 1957 al 22 de abril de 1959, Ponomarenko fue embajador soviético en India y Nepal, y del 30 de junio de 1959 al 21 de junio de 1962 en los Países Bajos. Después de 3 años de trabajo en los Países Bajos, el gobierno holandés lo declaró persona non grata, y en octubre de 1961, Ponomarenko fue retirado debido al siguiente incidente; el científico soviético Alekséi Gólub y su esposa, quienes trabajaban en el Instituto de Química de la Academia de Ciencias de la URSS en Sverdlovsk -donde estudiaban los efectos de la radioactividad del cuerpo humano- decidieron pedir asilo político mientras visitaban Holanda. Cuando llevaban a la esposa de Gólub a la comisaría desde el aeropuerto Schiphol de Ámsterdam para preguntarle si ella también quería quedarse en los Países Bajos, diez empleados de la embajada soviética encabezados por Ponomarenko irrumpieron en la comisaría y la llevaron por la fuerza a la oficina de Aeroflot. Durante el altercado, un policía holandés golpeó a Ponomarenko en la nariz. Al final, la esposa de Gólub anunció que quería regresar a la URSS, y seis meses después el propio Alekséi Gólub regresó también.
De 1963 a 1967, Ponomorenko se desempeñó como Representante de la URSS ante el Organismo Internacional de Energía Atómica en Viena, y entre 1964 y 1974 fue profesor en el Instituto de Ciencias Sociales del Comité Central del PCUS, hasta que se pensionó en 1978.Ponomorenko murió el 18 de enero de 1984. Está enterrado en el cementerio Novodévichi de Moscú. En su honor, unas calles en Minsk y Maguilov llevan su nombre, así como una fábrica en Gómel. En 2012, los Archivos Nacionales de la República de Bielorrusia acogieron una exposición dedicada al 110 aniversario del nacimiento de Ponomarenko.

## Premios y condecoraciones
- Orden de Lenin (1942 y 1952)
- Orden de la Revolución de Octubre
- Orden de Suvórov (1944)
- Orden de la Guerra Patria (1945)
- Orden de la Insignia de Honor
- Orden de la Cruz de Grunwald